# Championnat d'Irlande du Nord de football 1929-1930
Navigation
Édition précédente Édition suivante
Le 36e Championnat d'Irlande du Nord de football se déroule en 1929-1930. Le championnat se stabilise à 14 clubs. Il n’y aura plus aucune promotion ou relégation jusqu’à la saison 1948-1949.
Cette saison marque le grand retour de Londonderry dans le championnat. La deuxième ville d’Irlande du Nord est représentée par le club de Derry City FC, qui comme le Belfast Celtic est ouvertement soutenu par la communauté catholique.
Après les quatre titres successifs du Celtic, c’est cette fois-ci Linfield FC qui remporte le titre de champion d’Irlande du Nord. C’est son quinzième titre de champion. Il arrive 7 ans après sa dernière victoire dans l’épreuve.

## Les 14 clubs participants
- Ards FC
- Bangor FC
- Ballymena United
- Belfast Celtic
- Cliftonville FC
- Coleraine FC
- Derry City FC
- Distillery FC
- Glenavon FC
- Glentoran FC
- Larne FC
- Linfield FC
- Newry Town
- Portadown FC

## Classement
| Rang | Équipe           | Pts | J  | G  | N | P  | Bp | Bc | Diff |
| ---- | ---------------- | --- | -- | -- | - | -- | -- | -- | ---- |
| 1    | Linfield FC      | 42  | 26 | 19 | 4 | 3  | 94 | 46 | +48  |
| 2    | Glentoran FC     | 36  | 26 | 16 | 4 | 6  | 79 | 53 | +26  |
| 3    | Coleraine FC     | 32  | 26 | 14 | 4 | 8  | 66 | 47 | +19  |
| 4    | Belfast Celtic   | 30  | 26 | 13 | 4 | 9  | 68 | 57 | +11  |
| 5    | Ballymena United | 29  | 26 | 13 | 3 | 10 | 65 | 46 | +19  |
| 6    | Bangor FC        | 29  | 26 | 12 | 5 | 9  | 61 | 58 | +3   |
| 7    | Derry City FC    | 29  | 26 | 12 | 5 | 9  | 52 | 55 | -3   |
| 8    | Glenavon FC      | 27  | 26 | 12 | 3 | 11 | 70 | 63 | +7   |
| 9    | Distillery FC    | 27  | 26 | 12 | 3 | 11 | 65 | 61 | +4   |
| 10   | Portadown FC     | 21  | 26 | 7  | 7 | 12 | 68 | 90 | -22  |
| 11   | Newry Town       | 19  | 26 | 9  | 1 | 16 | 51 | 66 | -15  |
| 12   | Ards FC          | 18  | 26 | 6  | 6 | 14 | 47 | 77 | -30  |
| 13   | Larne FC         | 13  | 26 | 5  | 3 | 18 | 47 | 77 | -30  |
| 14   | Cliftonville FC  | 12  | 26 | 5  | 2 | 19 | 40 | 77 | -37  |

|  | Champion d'Irlande du Nord |
|  | Relégation                 |

## Bilan de la saison
| Tableau d'Honneur                         |             |
| Compétition                               | Vainqueur   |
| Championnat d'Irlande du Nord de football | Linfield FC |
| Coupe d'Irlande du Nord de football       | Linfield FC |

| Promotions et relégations |       |
| Relégués                  | Aucun |
| Promus                    | Aucun |